# FairPlay (DRM)
Fairplay es una tecnología de gestión de derechos digitales creada por Apple cuya función es cifrar los archivos AAC para evitar que sean reproducidos en computadoras sin autorización. Está construida sobre la tecnología multimedia QuickTime, y se usa desde la tienda en línea iTunes Store para ser reproducido en iPod e iTunes. Está basado en un programa de la compañía Veridisc.

## Tipo de permisos
El sistema Fairplay permite utilizar una pista musical protegida, de tres modos:
- La pista protegida puede ser copiada a cualquier reproductor iPod.
- La pista protegida puede ser reproducida en cinco ordenadores autorizados simultáneamente.
- La pista protegida puede ser copiada en un CD audio estándar.

FairPlay no afecta la capacidad de la pista para ser copiada, sólo se centra en el cifrado del contenido de audio. Una de sus limitaciones intencionadas era que impedía a los clientes de la tienda en línea iTunes reproducir la música comprada en algún reproductor que no fuera iPod. Aunque recientemente el programa FairPlay fue roto por el famoso hacker Jon Lech Johansen, alias DVD Jon.

## Funcionamiento
FairPlay es una implementación de las técnicas de gestión de derechos digitales. Los archivos protegidos con FairPlay son contenedores MP4 con una pista de audio AAC cifrada. La pista de audio se cifra mediante el algoritmo Rijndael combinado con un hash MD5. La llave maestra (master key) requerida para descifrar el archivo de audio se guarda conjuntamente, también de forma cifrada, en el contenedor mp4. La llave requerida para descifrar la llave maestra se denomina llave de usuario(user key).
Cada vez que un cliente usa iTunes para comprar una canción, se genera una nueva llave de usuario aleatoria que se usa para cifrar la llave maestra. La llave de usuario se guarda, juntamente con la información de la cuenta, en los servidores de Apple y también se envía a iTunes. iTunes guarda estas llaves en su propio archivo. Entonces, iTunes será capaz de usar la llave de usuario para descifrar la llave maestra y, finalmente, iTunes podrá usar la llave maestra para descifrar el archivo de audio AAC y reproducirlo.

## Adversarios de FairPlay
Desde el lanzamiento de iTunes Music Store varias personas y entidades han intentado evitar o eliminar el cifrado de los archivos protegidos con FairPlay. 

### Harmony
En julio de 2004, RealNetworks presentó su tecnología Harmony. Harmony funcionaba en RealPlayer y permite a los usuarios de RealPlayer Music Store (servicio en línea de venta de música de RealNetworks) reproducir sus canciones en iPod. Antes de la introducción de Harmony esto era imposible, porque RealPlayer Music Store usa un esquema distinto para proteger sus contenidos, llamado Helix DRM. Este sistema era incompatible con el usado por Apple. Harmony conseguía convertir una canción protegida con Helix DRM en un archivo compatible con la protección FairPlay. El argumento de Real era que Harmony liberaba a los consumidores de la limitación de ser obligados a usar un reproductor específico cuando compraban música vía Internet. Apple respondió con una declaración donde acusaba a RealNetworks de usar las tácticas y la ética de un hacker con su iPod, y amenazaron con estudiar la ilegalidad de Harmony. Apple también advirtió que en las próximas versiones de iTunes la compatibilidad con Harmony dejaría de existir.
RealNetworks promovió una campaña en Internet animando a los usuarios de iPod a apoyar su Harmony, aunque tal petición no fue bien recibida. Los internautas acusaron a Real de actuar únicamente en su propio beneficio. Además Real fue criticado porque mantenía cerrada la propiedad intelectual de sus productos, mientras pedía que Apple abriera el iPod.
En la posterior versión de iTunes, efectivamente Apple logró que toda la música comprada a través de RealPlayer Music Store no funcionara en el iPod. La respuesta de Real fue anunciar que volverían a trabajar para actualizar su Harmony. Efectivamente, desde entonces Apple y Real han estado jugando al gato y al ratón, con Apple bloqueando Harmony en cada actualización de iTunes, y posteriormente Real actualizando Harmony. La música comprada a través de iTunes Music Store no se vio afectada.
En agosto de 2005 RealNetworks admitió que la tecnología Harmony les colocaba en un riesgo considerable por la posibilidad de una denuncia de Apple, que resultaría muy costosa de defender, incluso en el caso de que el jurado considerara legal su programa. Además, ante la certeza de que Apple continuaría modificando su tecnología para romper la interoperabilidad con Harmony, Real reconocía que suponía un gasto tanto económico como en reputación.

### QTFairUse
En noviembre de 2003,Jon Lech Johansen liberó QTFairUse, un programa de código abierto que volcaba la salida "en crudo" de un flujo QuickTime AAC a un fichero, lo cual era un modo de saltarse la gestión de derechos digitales (DRM). Pese a que los ficheros AAC resultantes eran imposibles de leer para la mayoría de los reproductores de música en aquel momento, representó el primer intento de saltarse las restricciones digitales de Apple. Uno de los programas capaces de reproducir esos ficheros es foobar2000.
Tiempo después, cuando Apple Computer presentó el iTunes 7.0 en septiembre del 2006, apareció unos días después la versión experimental 2.3 de QTFairUse6, un derivado del QTFairUse original con su misma funcionalidad.

### PlayFair
El software PlayFair es de autor anónimo. Puede eliminar el cifrado de los archivos usando el mecanismo de DRM de FairPlay. El autor de PlayFair usó el código escrito por Johansen para VLC. El departamento legal de Apple forzó que PlayFair fuera eliminado de SourceForge.net. 

### Hymn
Hymn (Escucha la Música en Cualquier Sitio, o Hear Your Music aNywhere del inglés) es el sucesor de PlayFair. Hymn todavía es usado como JHymn, una variante del programa escrita en lenguaje de programación Java,  e iOpener, una variante Windows.
A partir de la introducción de iTunes 6.0 en octubre de 2005 y sus versiones posteriores, Apple introdujo cambios para evitar el funcionamiento de JHymn. Además, una vez iTunes ha sido usado para comprar música, la cuenta de usuario se bloqueará para impedir que se usen versiones anteriores de iTunes, y por lo tanto JHymn no podrá ser usado. JHymn continua funcionando con música comprada a través de versiones anteriores de iTunes, mientras sus desarrolladores continúan trabajando en una versión que soporte música comprada en iTunes 6.0 y posteriores.

### DeDRMS, PyMusique
El propio Jon Lech Johansen creó una herramienta para eliminar el cifrado llamada DeDRMS en abril del 2004. El 7 de julio del mismo año liberó FairKeys, un programa que puede ser usado para obtener claves que necesita DeDRMS para los servidores de la tienda iTunes Music Store. Ambas aplicaciones usan las llaves de usuario tanto de los servidores de Apple como del iTunes, y por lo tanto solo descifran archivos comprados legalmente por el propio usuario (no podemos descifrar canciones que otro cliente compró). Además mantienen los metadatos específicos de usuario en el contenedor MP4, de manera que es posible identificar al usuario que compró la canción una vez descifrada.
En marzo de 2005, publicó PyMusique, un programa Python que permite la descarga de archivos comprados en iTunes sin protección DRM.
En octubre del 2006 Johansen anunció que además de romper FairPlay, lo había descifrado mediante ingeniería inversa. Su empresa DoubleTwist Ventures permitiría licenciar la capacidad de usar el sistema FairPlay a las compañías que quieren ofrecer sus medios para ser reproducidos en el iPod sin tener que firmar un acuerdo de distribución con Apple.